# کامپومارینو
کامپومارینو (به ایتالیایی: Campomarino) یک کومونه در ایتالیا است که در استان کامپوباسو واقع شده‌است.

## خصوصیات
کامپومارینو ۷۶٫۳ کیلومترمربع مساحت و ۶٬۶۵۸ نفر جمعیت دارد.

## خواهرخوانده
شهر کوتور خواهرخواندهٔ کامپومارینو هست.